# ميلدريد إي. جيبس
ميلدريد إي. جيبس (بالإنجليزية: Mildred E. Gibbs)‏ هي طبيبة أمريكية، ولدت في 22 نوفمبر 1865 في فرجينيا في الولايات المتحدة، وتوفيت في 19 سبتمبر 1935.